# 福岡県道42号飯塚停車場線
福岡県道42号飯塚停車場線（ふくおかけんどう42ごう いいづかていしゃじょうせん）は、福岡県飯塚市を通る県道（主要地方道）である。

## 概要
飯塚市菰田西1丁目のJR九州筑豊本線（福北ゆたか線）の飯塚駅前から飯塚市菰田西2丁目の福岡県道473号瀬戸飯塚線に至る停車場線である。飯塚駅前を起点とし、約160 m西に進んだ福岡県道473号瀬戸飯塚線交点の飯塚駅前交差点が終点で、福岡県内の主要地方道ではこの県道がもっとも総延長が短い。沿線は市街地となっているが、飯塚市役所や飯塚市中心部からは離れている。

### 路線データ
- 起点：福岡県飯塚市菰田西1丁目（JR九州筑豊本線（福北ゆたか線） 飯塚駅前）
- 終点：福岡県飯塚市菰田西2丁目（飯塚駅前交差点、福岡県道473号瀬戸飯塚線交点）
- 総延長：166 m

## 歴史
- 1993年（平成5年）5月11日 - 建設省から、県道飯塚停車場線が飯塚停車場線として主要地方道に指定される[1]。

## 路線状況

### 道路施設

#### 橋梁
- 菰田橋（飯塚市）

## 地理

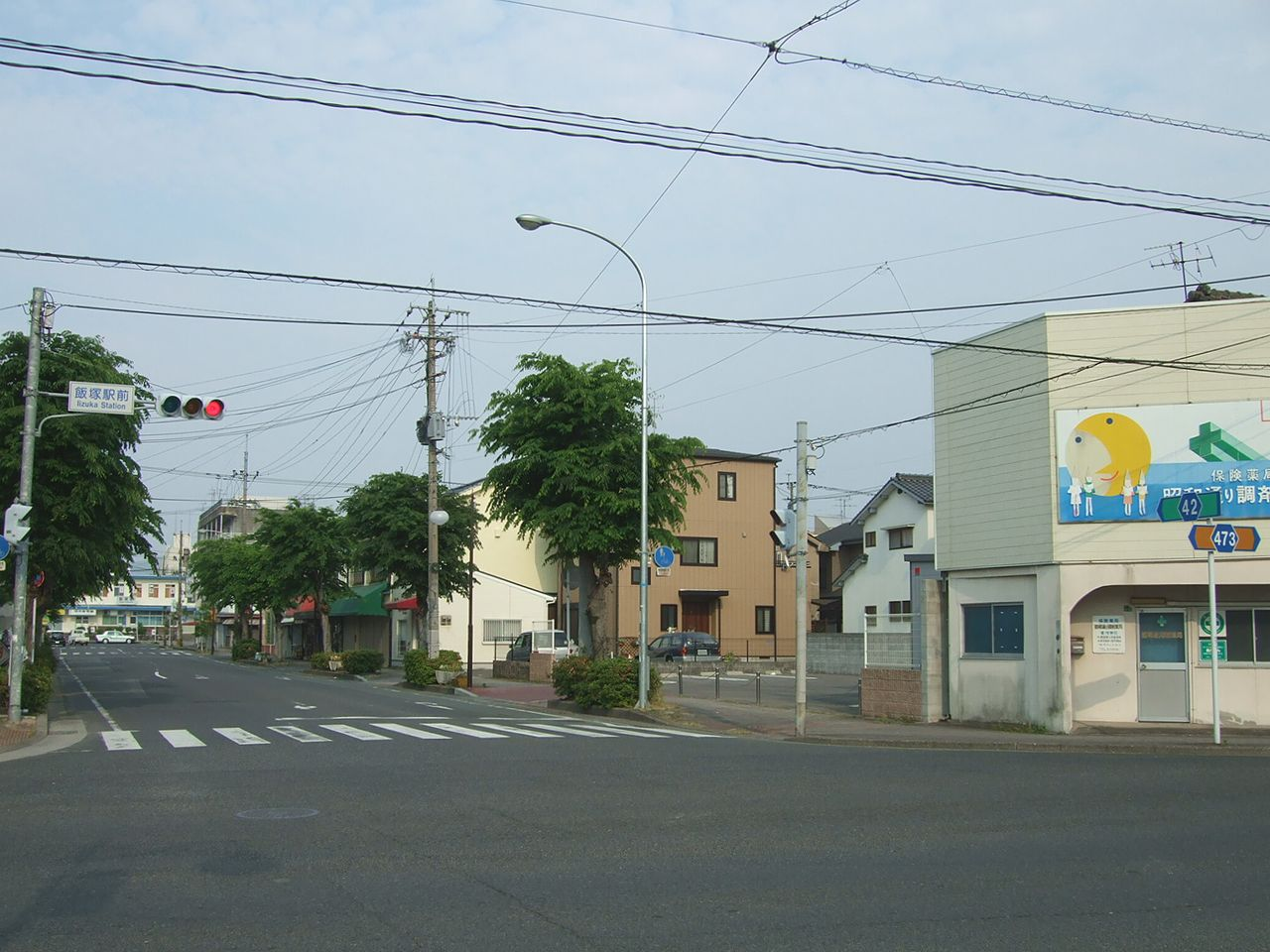
終点の飯塚駅前交差点。左側奥に延びる道路が県道42号で、奥に見える飯塚駅の手前が起点となる

### 通過する自治体
- 飯塚市

### 交差する道路
| 交差する道路            | 交差する場所 | 交差する場所          |
| ----------------------- | ------------ | --------------------- |
| 福岡県道473号瀬戸飯塚線 | 菰田西2丁目  | 飯塚駅前交差点 / 終点 |

### 沿線
- JR九州筑豊本線（福北ゆたか線） 飯塚駅